# Perita
La perita és un mineral de plom, bismut, oxigen i clor, químicament és una oxisal, un oxiclorur de fórmula química PbBiO₂Cl, de color groc, una duresa de 3 una densitat de 8,16-8,24 g/cm³, cristal·litza en el sistema ortoròmbic. El seu nom fou fa honor a Per Adolf Geijer (1886–1976), geòleg suec del Servei Geològic de Suècia. Fou descoberta per M. Gillberg el 1960 a Långban, Suècia.
Segons la classificació de Nickel-Strunz, la perita pertany a «03.DC - Oxihalurs, hidroxihalurs i halurs amb doble enllaç, amb Pb (As,Sb,Bi), sense Cu» juntament amb els següents minerals: laurionita, paralaurionita, fiedlerita, penfieldita, laurelita, bismoclita, daubreeita, matlockita, rorisita, zavaritskita, zhangpeishanita, nadorita, aravaipaïta, calcioaravaipaïta, thorikosita, mereheadita, blixita, pinalita, symesita, ecdemita, heliofil·lita, mendipita, damaraïta, onoratoïta, cotunnita, pseudocotunnita i barstowita.